# جو إينوي
جو إينوي (باليابانية: 井上 丈) (21 مايو 1994 في توياما في اليابان – )؛ هو لاعب كرة قدم ياباني سابق كان يلعب كلاعب وسط.

## وصلات خارجية
- جو إينوي على موقع رابطة كرة القدم اليابانية للمحترفين (اليابانية)
- جو إينوي على موقع قاعدة بيانات كرة القدم.إي يو (الإنجليزية)